# سفن عربية
السفن العربية هي السفن التي صنعت أو تصنع أو تمتلكها الدول العربية.

## قديما

### المعدات
أقدم مثال للسفن العربية، التي مكنت العمانيين من السيطرة على التجارة الأوربية والشراع المثلث الذي صممه الأسطول العماني البحري لزيادة سرعة السفن، مما مكنها من ان تكون الأسرع 
- الغواصة
- الطوربيد (ابتكره حسن الرماح)

## طرق بناء السفن

البنية الأندلسية.

الطريقة الأندلسية (بناء السفن) وتسمى كذلك كارافيل.

## السفن القديمة

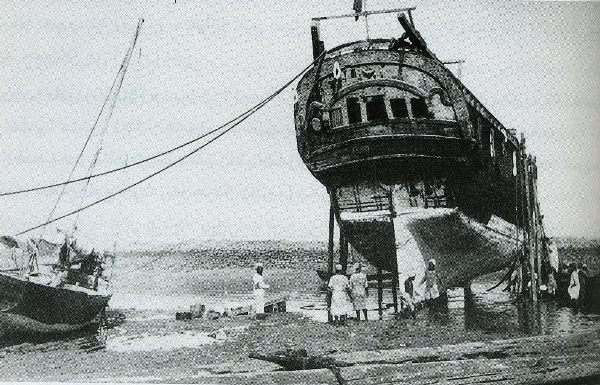
سفينة البغلة الكويتية.

لها كثير من الأنواع مثل:
- الشلندي
- غليون
- جلاسة
- لنج
- جالبوت
- البقارة
- شوعي
- البغلة
- بلم
- البانوش
- الغراب
- تشالة
- البوم
- السنبوك
- التنكات
- الترانكي
- الغنجة
- البتيل
- الزاروك

### البحرية العمانية
وأول مانعرف من أمر قوة بحرية عمانية يرجع لعام 16 هـ / 636 م حيث استعان عثمان بن أبي العاص بالقوّة البحرية العمانية عندما انطلق من صحار ومسقط بحملة ناجحة على ساحل الهند الغربي، وصحار ميناء قديم قد يكون هو ميناء «عمانا» الذي ذكره اليونان وتم اكتشاف قنابل كبريتية ترجع لعصور ماقبل الإسلام. وكانت البحرية العمانية، وكان الإمام غسان بن عبد الله (807-824م) أول حاكم عماني شيد السفن خصيصاً للحروب البحرية، بغية تخليص الخليج من القراصنة الذين كانوا يبحرون في سفن كبيرة تعرف بالبوارج وبلغت اعداد السفن في عهده وعهد من خلفه بضعا وثلاثمئة سفينة. وفي عهد اليعاربه. في عام 1749م، أصبح الإمام أحـمد بن سعـيد إماماً لعُمان، فوضع نصب عينيه إعادة بناء البحرية العمانية التي تدهورت مع نهاية حكم أسرة اليعاربة، وجعلها على رأس أولوياته. وأثمرت جهود الإمام أحمد عن أسطول تكون من أربع سفن كبيرة، زود كل منها بأربعين مدفعا، ً علاوة على 25 من الزوارق المصنوعة محلياً. ومع إطلالة القرن التاسع عشر، شهدت عمان تأسيس أسطول بحري كبير، بلغ تعداده عام 1805م أربع فرقاطات، وأربع قرويطات، ومركبين من ذوي الشراع الواحد، وسبعة مراكب ذات الصاري، وعشرين مركباً تجارياً مسلحاً.

### البحرية الأهوازية
في سنة 1765 م كان بحوزتهم عشر سفن حربية كبيرة من نوع المسمى (بالغلافة), وسبعون صغيرة من نوع (دانق) قوى الحكام الكعبيين بعد الشيخ سلمان وفي هذا المجال كتب استاكلر الذي زار الإقليم سنة 1831 عنه قائلا: كان لدى الشيخ مبادر15 الف عسكري من المشاة و7 آلآف خيال، كما كان لديه مدافع قد نصبها في مدينة الفلاحية وكان عائده الشهري 600 الف تومان.

### البحرية الجزائرية
هي أضخم بحرية في العهد الإسلامي إذ سيطرت على البحر الأبيض المتوسط بالإضافة إلى الجزء الشرقي من المحيط الأطلسي وسميت من قبل الأوروبيين بقراصنة المتوسط ومن أعظم بحارتها عروج بربروس الذي سميت مدينة برج بوعريريج باسمه، وخير الدين بربروس، والرايس حميدو وكثيرون آخرون.

### البحرية المصرية
- أولاً القرويت:

وهي من السفن الخشبيه الكبيرة وتقدر حمولتها بنحو 200 طن ويتراوح طولها ما بينسبعه وعشرين ذراعا وخمسه وثلاثين ذراعا وذات ثلاث صواري الصاري الرئيسي يبلغ طوله سبعه وعشرون ذراعا والثاني صاري منجانه (عند خزان المياه) وطوله واحد وعشرون ذراعا والثالث صاري بروه (مقدمه السفينة) وطوله ثلاث وعشرون ذراعا واستخدمت فيه الاشرعه المربعة التي تزيد من سرعتها وجهزت القرويت ب 24 مدفعا و2400 قنبله زنه الواحدة 5 اقات كما زودت السفينة ب 4 مخاطيف
- ثانياً الإبريق:

وهي اصغر حجما من القرويت وتقدر حمولتها بنحو 100 طن ويبلغ طولها 21 ذراعا وذات صاريين احدهما يبلغ طوله 23 ذراعا ويزود الصاري الامامي باشرعه مربعه الشكل اما الصاري الخلفي وهو الرئيسي فمزود باشرعه مثلثه الشكل وهي مجهزه ب 28 مدفعا بعرباتها ومائهقنبله زنه الواحدة 3 اقات
- ثالثاً الزعيمة:

زهي من الزوارق الكبيرة الحجم المماثلة لسفن الداو المستعمله في البحر الأحمر ويبلغ طولها نحو 12 ذراعا وتستخدم في نقل الجنود والمهمات وهي تجمع بين الاشرعه والمجاديف وتعتبر المجاديف القوة الدافعه الرئيسية لا سيما عندما تركد الرياح أو عندما تسير عكس اتجاه الرياح وكان لديها مقدره علي السير بين التعاريج الساحليه والشعب المرجانيه ومن هنا تاتي أهميتها في عمليات انزال الجنود
- رابعاً سفينه بمبه:

وهي اقل حجما من القرويت وتقرب من الإبريق ومزوده بصاريين احدهما يبلغ 23 ذراعا وتحمل 18 مدفعا بعرباتها و 100 قنبله لكل مدفع زنه الواحدة 3 اقات
- خامساً الفلايك:

وهي زوارق صغيره تزود بها السفن الكبيرة وتوضع علي ظهرها لاستخدامها عند الحاجة وتقوم بمهمه نقل تموين السفن من الساحل وكذلك نقل الجنود وهي لا تحتاج في تسييرها الي أكثر من شخص أو اثنين
هذا اقتباس من أحد مواضيع الاخ حمادة عن أنواع سفن الاسطول المصري في القرن التاسع عشر 
احب ان اضيف إليها الأنواع الأخرى الموجودة في الاسطول الليبي وهي
1.القوادش: تسليحها من 10 إلى 22 مدفعا وهي تحمل طاقم مكون من 80 إلى 150 محارب وهي ذات مقدمة مقوسة وقد امتلكت منها البحرية الليبية أكثر من 25 سفينة أثناء الحرب الأمريكية.
2. غليون: سفينة نوعها عثماني كانت تبنى في طرابلس بكثرة وكانت تحمل 18 مدفعا وهي سريعة المناورة خفيفة الحركة 
الفلوكة وتحمل كل منها 22 مدفعا وهي مجهزة ب22 مدفعا و100 رجل وهي اشبه بالسلوب الأمريكية والبريطانية.
3. سفينة الجهادية (يسميها المسيحين القرصانية) وهي تحمل من 20 إلى 30 مدفعا وقد وصفها القنصل الأمريكي كاثكرت بانه طراز خطير جدا من السفن وخاصا حين تغرس مقدمتها الفولاذية في مؤخرة الفرقاطة وتهزها وتقلبها أحيانا وهي مزودة بمقدمة فولاذية مدببة وسقاع بيضواوي مدبب للامام وهذه الميزة جعلتها قادرة علة مهاجمة السفن المسيحية من الجانب حيث استعملها البحارة الليبين في الاصطدام بالسفن المسيحية من الجانب وتحطيمها دون أن تتاثر وقد الحقت هذا النوع من السفن خسائر فادحة في سفن المسيحين.

## السفن الحديثة
وتصنع من الحديد وألياف الزجاج.